# Дагаз
| Название                  | Пра- германское | Древне- английское |
| ------------------------- | --------------- | ------------------ |
| Название                  | *Dagaz          | Dæg                |
| Форма                     | Старший футарк  | Футорк             |
| Форма                     |                 |                    |
| Unicode                   | ᛞ U+16DE        | ᛞ U+16DE           |
| Транслитерация            | d               | d                  |
| Транскрипция              | d               | d                  |
| МФА                       | [ð]             | [d]                |
| Позиция в руническом ряду | 23 или 24       | 23 или 24          |

Да́газ (ᛞ) — двадцать третья руна старшего футарка.
Название руны означает «день» (нем. Tag, гот. Dags, англ. Day — день, от пра.-герм. Dagaz). В англосаксонском футарке называется Dæg (от древнеанглийского «день» соответственно).
На письме означает звук [d].
Исследователи и эзотерики до сих пор спорят, какая именно руна закрывает старший футарк — Дагаз или Отал (то есть является ли руна Дагаз двадцать третьей или все таки двадцать четвертой руной старшего футарка). Имеются археологические подтверждения обоих вариантов.

## Упоминания в рунических поэмах[1]
| Поэма                            | Оригинал | Перевод |
| -------------------------------- | --- | --- |
| Англосаксонская руническая поэма | Dæg biþ dryhtnes sond, · déore mannum, mære metodes léoht, · myrgþ ond tóhiht éadgum ond earmum · eallum bryce | День — господний посланник, дорогой людям великий свет судьбы — счастье и надежда благополучным и нищим — всем на пользу (радость). |

## Примечание
1. ↑  Рунические поэмы. Северная слава. Дата обращения: 5 мая 2019. Архивировано 22 ноября 2018 года.